# ぷに子
ぷに子（ぷにこ）は、小学館の女性向けファッション雑誌『CanCam』による造語。ぷにっとした弾力肌を持つ女性のことで、ぽっちゃりやデブとは違う微妙なラインに位置する女性を指す。
『CanCam』2013年7月号で「ぷに子」特集が組まれたことで話題となり、2013年6月にavexと『CanCam』が「全国ぷに子オーディション」を共同開催した。同オーディションでは、応募者約3,500人のなかから選ばれた10人組のアイドルユニット「Chubbiness」（チャビネス）が誕生した（2019年解散）。同グループの体重条件は、「BMI22～24以内に収まること」が規律とされていた。
姉妹誌の『AneCan』では、2015年1月号より「ぷに子」の代表格として磯山さやかが同誌専属ぷにモデルを務めている。
類義語に、ぶんか社の雑誌『la farfa』が提唱した「マシュマロ女子」がある（2013年11月発売のVol.4）。マシュマロ女子やマシュマロ系女子が2010年代後半も使用されたのに比べ、ぷに子は一時的なブームにとどまった。